# 김태훈 (프로게이머)
김태훈(1987년 8월 21일 ~ )은 대한민국의 전직 스타크래프트 프로게이머이다. peace라는 아이디를 사용하며, 종족은 저그이다. 그는 대한민국 공군 사병으로 복무하였다.

## 생애
2006년 김천고등학교 졸업(고56회, 송설70회)
2007년 하반기 드래프트에서 MBC게임 히어로의 3차 지명으로 입단하였다.
2010년 공군 ACE e스포츠병 모집에 지원하여 합격하였다.
2010년 10월 25일부로 공군 ACE 소속으로 활동중이었으며 2012년 10월 27일 변형태와 같은 날에 제대했다. 제대 이후 은퇴하였다.
은퇴후 2014년 7급 공무원 시험에 합격하였다.

### 생애 첫 테란전 승리
김태훈은 MBC게임 히어로 시절에 저그전과 프로토스전을 여러번 치러서 승수도 몇경기 챙겼었고, 공군 ACE 입대 이후에도 자주 치러서 승수를 챙기긴 했지만, 유독 테란전에서만큼은 약한 모습을 보이며, 영 승리를 하질 못하였고 입대 초기에도 패만 했다. 그러다가 2011년 5월 22일, 신한은행 프로리그 10-11 5라운드 화승전 3세트에서 테란 구성훈을 만나 승리하면서 생애 첫 테란전 승리를 챙겼다. 그 뒤론 거의 출전을 못하다가 2012년 3월 3일 SK플래닛 스타크래프트 프로리그 시즌1 3라운드 STX전 2세트에서 다시 테란 김도우를 만나 또 승리를 하면서, 테란전 2연승을 거뒀다. 그러나 2012년 8월 19일 SK플래닛 스타크래프트 프로리그 시즌2 3라운드 STX전 전반전 1세트에서는 테란 김성현에게 패했다. 이후 테란전은 없었고 2012년 10월 27일 제대했다.

## 수상 경력
- 2007년 7월 제31회 커리지매치 입상